# Región de Agnéby-Tiassa
Agnéby-Tiassa es una de las 31 regiones de Costa de Marfil. En mayo de 2014 tenía una población censada de 606 852 habitantes. Está formada por los siguientes departamentos, que se muestran igualmente con población de mayo de 2014:
- Agboville 292,109
- Sikensi 78,439
- Taabo 56,422
- Tiassalé 179,882[1]